# NGC 7154
NGC 7154 est une galaxie spirale barrée de type magellanique située dans la constellation du Poisson austral. Sa vitesse par rapport au fond diffus cosmologique est de 2 356 ± 18 km/s, ce qui correspond à une distance de Hubble de 34,8 ± 2,5 Mpc (∼114 millions d'al). NGC 7154 a été découverte par l'astronome britannique John Herschel en 1834.

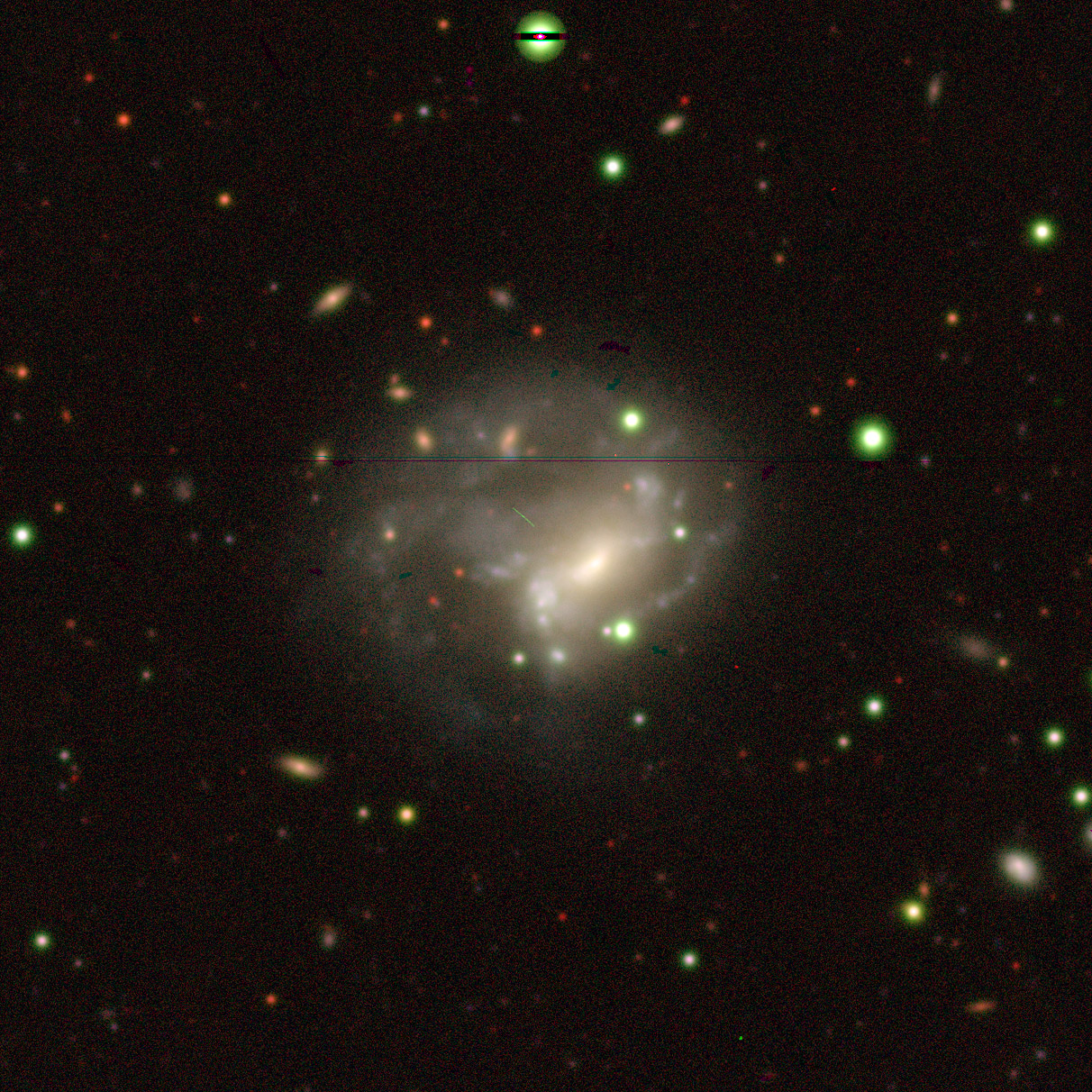
NGC 7154 par le projet « Legacy Surveys DR10 ».

La classe de luminosité de NGC 7154 est V et elle présente une large raie HI.
À ce jour, huit mesures non basées sur le décalage vers le rouge (redshift) donnent une distance égale à 27,375 ± 4,918 Mpc (∼89,3 millions d'al), ce qui est de justesse à l'extérieur des valeurs de la distance de Hubble. Notons cependant que c'est avec la valeur moyenne des mesures indépendantes, lorsqu'elles existent, que la base de données NASA/IPAC calcule le diamètre d'une galaxie et qu'en conséquence le diamètre de NGC 7154 pourrait être d'environ 33,6 kpc (∼110 000 al) si on utilisait la distance de Hubble pour le calculer.
Selon Soares et ses collègues, NGC 7154 et ESO 404-012 forment une paire de galaxies. La distance de Hubble d'ESO 404-012 est de 35,18 ± 2,48 Mpc (∼115 millions d'al)
, ce qui est presque la même que celle de NGC 7054, confirmant ainsi qu'il s'agit d'une paire réelle de galaxies.

## Groupe d'IC 5156
Selon A. M. Garcia, NGC 7154 fait partie du groupe d'IC 5156. Ce groupe de galaxies renferme au moins 14 membres. Les autres galaxie sont NGC 7163, NGC 7172, NGC 7173, NGC 7174, NGC 7176, NGC 7187, IC 5156 et six autres galaxies du catalogue ESO.